# Nabua (Filipinas)
Nabua es un municipio filipino de primera clase, perteneciente a la provincia de Camarines Sur, en la región de Bicolandia.

## Historia
Hacia mediados del siglo XIX, el lugar tenía contabilizada una población de 8952 habitantes, repartidos en 1490 casas. Aparece descrito en el segundo volumen del Diccionario geográfico, estadístico, histórico de las Islas Filipinas (1851) de Manuel Buzeta Núñez y Felipe Bravo con las siguientes palabras:

NABUA: pueblo con cura y gobernadorcillo, en la isla de Luzon, prov. de Camarines-Sur, dióc. de Nueva-Cáceres; sit. en los 127° 2' 40" long., 13° 27' 50" lat., próximo á la orilla de un r. llamado de Rubi, en terreno llano y clima templado. Tiene 1,490 casas, la parroquial, la de comunidad, donde se halla la cárcel, una igl. parr. de buena fábrica, servida por un cura regular, y una escuela de instruccion primaria concurrida por bastantes alumnos, teniendo esta una dotacion de los fondos de comunidad. Recíbese en este pueblo el correo semanal establecido en la isla y tiene caminos en mal estado que conducen á los pueblos vecinos. Confina el term. por N. con el de Bacao, que dista 1 y ¼ leg. al N. N. O.; por S. con el de Bato, á igual dist.; por E. con el de Iriga, á unos ¾ leg., y por O. se estiende el térm. hasta la costa S. O. de la prov. El terreno es llano y lo riegan varios r. que lo fertilizan, entre ellos el de Bicot que corre al O. del pueblo. prod. arroz, maiz, caña dulce, ajonjolí, pimienta, frutas y legumbres. ind.: la agricultura y la fabricacion de algunas telas de algodon y abacá. pobl. 8,952 alm., y en 1845 pagaba 1,840 trib., que hacen 18,400 rs. plata, equivalentes á 46,000 rs. vn.
(Buzeta y Bravo, 1851, p. 348)

En 2020, tenía censados 86 490 habitantes.